# Юго-Восточный округ (Ботсвана)
Юго-Восто́чный о́круг (англ. South-East District) — округ в Ботсване. Административный центр — столица страны город Габороне.

## География
Соседние области:
- Квененг — на северо-западе
- Кгатленг — на северо-востоке
- Южный — на юго-западе
- Северо-Западная провинция (ЮАР) — на востоке

## Населённые пункты
Крупнейшие:
- Габороне, 186 007
- Лобаце, 29 689
- Тлоквенг, 21 133
- Рамоцва, 20 680

## Административное деление
Административно округ делится на 3 субокруга:
- Габороне
- Лобаце
- Юго-Восток

## Экономика
В столице расположен международный аэропорт. Через округ проходит железная дорога из Мочуди (Кгатленг) в Раматлабама (Южный округ).